# أرابيلا وير
أرابيلا وير (بالإنجليزية: Arabella Weir)‏ هي كاتِبة وممثلة كوميدية اسكتلندية، ولدت في 6 ديسمبر 1957 بسان فرانسيسكو في الولايات المتحدة. اشتهرت بدورها في السلسلة الكوميدية "العرض السريع" وبكتابها "هل تبدو مؤخرتي كبيرة في هذا؟" .

## وصلات خارجية
- أرابيلا وير على موقع IMDb (الإنجليزية)
- أرابيلا وير على موقع ميوزك برينز (الإنجليزية)
- أرابيلا وير على موقع ديسكوغز (الإنجليزية)
- أرابيلا وير على موقع قاعدة بيانات الفيلم (الإنجليزية)